# Rötliches Fingerkraut
Das Rötliche Fingerkraut (Potentilla heptaphylla), auch Siebenblättriges Fingerkraut genannt, ist eine Pflanzenart aus der Familie der Rosengewächse (Rosaceae). Es kommt in Mitteleuropa nur gebietsweise häufiger vor.

## Beschreibung
Das Rötliche Fingerkraut ist eine ausdauernde krautige Pflanze, die Wuchshöhen von 5 bis 20 cm erreicht. Die niederliegenden bis aufsteigenden Stängel und Blattstiele sind waagerecht abstehend zottig behaart, mit Drüsenhaaren und oft rötlich überlaufen. Die grundständigen Laubblätter sind langgestielt und sieben- (bis neun-)zählig gefingert. Die verkehrt-lanzettlichen Blättchen besitzen fünf bis acht Zähne auf jeder Seite, sind 10 bis 25 mm lang und haben unten und oben vorwärts gerichtete, 1 bis 2 mm lange Härchen. Der freie Teil der Nebenblätter ist bei den untersten Blättern eiförmig bis lanzettlich und häutig.
Der Blütenstängel ist aufsteigend, 10 bis 20 cm lang und oben locker in den drei- bis zehnblütigen Blütenstand verzweigt. Die Blütenstiele sind nach der Blüte nickend. Die zwittrigen, radiärsymmetrischen Blüten weisen einen Durchmesser von etwa 10 bis 15 mm auf. Die Außenkelchblätter sind länglich-elliptisch, stumpf und 2,5 bis 4,0 mm lang. Die Kelchblätter sind eiförmig und mit einer Länge von 4 bis 5 mm etwas länger als die Außenkelchblätter. Die Kronblätter sind gelb, breit-verkehrt-eiförmig, ausgerandet und 5 bis 7 mm lang. Es blüht von April bis Juni. Die Bestäubung erfolgt meist durch Insekten.
Die Chromosomenzahl beträgt 2n = 14, aber auch 28, 30, 35, 42, 43.
Diese Art ist in einigen Merkmalen (Blättchenform, Behaarung) ziemlich variabel, doch lassen sich keine infraspezifischen Sippen abtrennen.

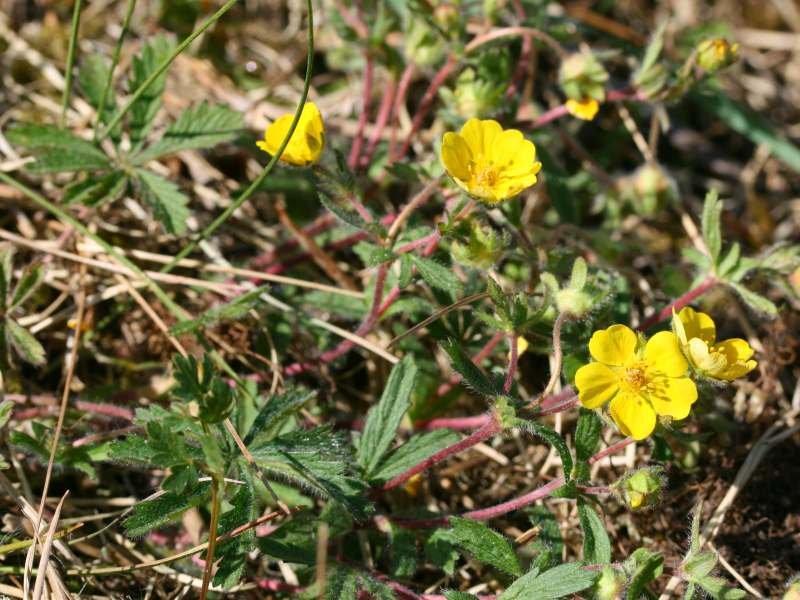
Rötliches Fingerkraut (Potentilla heptaphylla)

## Verbreitung und Standortansprüche
Diese Art ist ein im weiteren Sinne mitteleuropäisches Florenelement. Sie kommt von Elsaß-Lothringen im Westen bis in die Ukraine im Osten vor. Im Norden erreicht sie Ostpreußen und Südschweden, im Süden noch Norditalien, Montenegro und das untere Donaugebiet. In West- und Südeuropa fehlt diese Art. In Österreich kommt es zerstreut bis selten vor, in der Schweiz findet man es selten und lediglich im Norden des Gebiets.
Das Rötliche Fingerkraut ist in Deutschland im Osten und Süden des Gebiets etwas verbreiteter. Ansonsten praktisch fehlend.
Potentilla heptaphylla wächst auf basen- und meist auch kalkreichen, mageren, trockenen Sand- und Kiesböden, auf Kalkverwitterungslehmen und Löß. Sie bevorzugt Kalk-, Trocken- und Magerrasen, kommt aber auch in Saumgesellschaften und in lichten Trocken-Wäldern vor.

## Standorte und Verbreitung in Mitteleuropa
Das Rötliche Fingerkraut braucht kalkhaltigen, lehmig-sandigen Boden.
Es besiedelt Trockenrasen und Raine, es geht aber auch an Mauern und an Trockengebüsche. Es kommt besonders in Gesellschaften der Ordnung Brometalia vor, aber auch in denen der Verbände Festucion valesiacae, Cirsio-Brachypodion, Alysso-Sedion oder Erico-Pinion.
In den Mittelgebirgen nördlich der Linie Stuttgart-Nürnberg ist es sehr selten; im Schwäbisch-Fränkischen Jura, in der West- und Nordschweiz ist es selten. In Ober- und Niederösterreich sowie im Burgenland kommt es zerstreut vor. Am Alpensüdfuß findet man es wohl nur im Veltlin.
Das Hauptareal der Art liegt in Osteuropa.

## Systematik
Der Artname Potentilla heptaphylla wurde 1755 von Carl von Linné in Cent. Pl. I, 13 erstveröffentlicht. Synonyme sind: Fragaria rubens Crantz, Potentilla opaca L., Potentilla rubens (Crantz) Zimmeter.
Von Potentilla heptaphylla gibt es sexuelle und apomiktische Rassen.